# Aphantaulax cincta
Aphantaulax cincta es una especie de araña del género Aphantaulax, familia Gnaphosidae. Fue descrita científicamente por L. Koch en 1866.
Se distribuye por Francia, Eslovenia, Croacia, España, Grecia, Hungría, Italia, Portugal, Bulgaria, Israel y Ucrania. La especie se mantiene activa durante los meses de enero, febrero, abril, mayo, junio, julio, agosto y noviembre.